# Collegio di Sleaford and North Hykeham
Sleaford and North Hykeham è un collegio elettorale inglese situato nel Lincolnshire, nelle Midlands Orientali, rappresentato alla Camera dei comuni del Parlamento del Regno Unito. Elegge un membro del parlamento con il sistema maggioritario a turno unico; l'attuale parlamentare è Caroline Johnson del Partito Conservatore, che rappresenta il collegio dal 2016.

## Estensione

Sleaford and North Hykeham dal 2010 al 2024

- 1997-2010: il distretto di North Kesteven ad eccezione del ward di Bracebridge Heath, e i ward del distretto di South Kesteven di Ermine, Heath, Loveden, Saxonwell e Witham Valley.
- 2010-2024: i ward del distretto di North Kesteven di Ashby de la Launde, Bassingham, Billinghay, Branston and Mere, Brant Broughton, Cliff Villages, Cranwell and Byard’s Leap, Eagle and North Scarle, Heckington Rural, Heighington and Washingborough, Kyme, Leasingham and Roxholm, Martin, Metheringham, North Hykeham Forum, North Hykeham Memorial, North Hykeham Mill, North Hykeham Moor, North Hykeham Witham, Osbournby, Ruskington, Sleaford Castle, Sleaford Holdingham, Sleaford Mareham, Sleaford Navigation, Sleaford Quarrington, Sleaford Westholme e Waddington West, e i ward del distretto di South Kesteven di Barrowby, Ermine, Heath, Loveden, Peascliffe, Saxonwell e Witham Valley.
- dal 2024: i ward del distretto di North Kesteven di Ashby de la Launde, Digby and Scopwick; Bassingham Rural; Billinghay Rural; Branston; Cranwell, Leasingham and Wilsford; Heighington and Washingborough; Hykeham Central; Hykeham Fosse; Hykeham Memorial; Kirkby la Thorpe and South Kyme; Metheringham Rural; Navenby and Brant Broughton; Ruskington; Skellingthorpe and Eagle; Sleaford Castle; Sleaford Holdingham; Sleaford Navigation; Sleaford Quarrington and Mareham; Sleaford Westholme; Waddington Rural e Witham St Hughs and Swinderby.[1]

## Membri del parlamento
| Elezione | Elezione         | Deputato     | Partito      |
| -------- | ---------------- | ------------ | ------------ |
|          | 1997             | Douglas Hogg | Conservatore |
| 2010     | Stephen Phillips |              | Conservatore |
| 2016 (S) | Caroline Johnson |              | Conservatore |

## Elezioni

### Elezioni negli anni 2020
| Partito                    | Partito                                   | Candidato                  | Risultati 4 luglio 2024 | Risultati 4 luglio 2024 |
| Partito                    | Partito                                   | Candidato                  | Voti                    | %                       |
| -------------------------- | ----------------------------------------- | -------------------------- | ----------------------- | ----------------------- |
|                            | Conservatore                              | Caroline Johnson           | 17 348                  | 35,72                   |
|                            | Laburista                                 | Hanif Khan                 | 13 002                  | 26,77                   |
|                            | Reform UK                                 | Ben Jackson                | 10 484                  | 21,59                   |
|                            | Licoln Independents                       | Robert Oates               | 3 032                   | 6,24                    |
|                            | Verdi                                     | Martin Blake               | 2 435                   | 5,01                    |
|                            | Lib Dem                                   | Matthew Winnington         | 2 264                   | 4,66                    |
|                            |                                           |                            |                         |                         |
| Iscritti                   | Iscritti                                  | Iscritti                   | 75 807                  | 100,00                  |
| ↳ Votanti (% su iscritti)  | ↳ Votanti (% su iscritti)                 | ↳ Votanti (% su iscritti)  | 48 565                  | 64,06                   |
| ↳ Astenuti (% su iscritti) | ↳ Astenuti (% su iscritti)                | ↳ Astenuti (% su iscritti) | 27 242                  | 35,94                   |
|                            |                                           |                            |                         |                         |
|                            | Esito: collegio confermato a Conservatore |                            |                         |                         |

### Elezioni negli anni 2010
| Partito                    | Partito                                   | Candidato                  | Risultati 12 dicembre 2019 | Risultati 12 dicembre 2019 |
| Partito                    | Partito                                   | Candidato                  | Voti                       | %                          |
| -------------------------- | ----------------------------------------- | -------------------------- | -------------------------- | -------------------------- |
|                            | Conservatore                              | Caroline Johnson           | 44 683                     | 67,14                      |
|                            | Laburista                                 | Linda Edwards-Shea         | 12 118                     | 18,21                      |
|                            | Lib Dem                                   | Olly Craven                | 5 355                      | 8,05                       |
|                            | Lincolnshire Independent                  | Marianne Overton           | 1 999                      | 3,00                       |
|                            | Verdi                                     | Simon Tooke                | 1 742                      | 2,62                       |
|                            | Indipendente                              | Caroline Coram             | 657                        | 0,99                       |
|                            |                                           |                            |                            |                            |
| Iscritti                   | Iscritti                                  | Iscritti                   | 94 761                     | 100,00                     |
| ↳ Votanti (% su iscritti)  | ↳ Votanti (% su iscritti)                 | ↳ Votanti (% su iscritti)  | 66 554                     | 70,23                      |
| ↳ Astenuti (% su iscritti) | ↳ Astenuti (% su iscritti)                | ↳ Astenuti (% su iscritti) | 28 207                     | 29,77                      |
|                            |                                           |                            |                            |                            |
|                            | Esito: collegio confermato a Conservatore |                            |                            |                            |

| Partito                    | Partito                                   | Candidato                  | Risultati 8 giugno 2017 | Risultati 8 giugno 2017 |
| Partito                    | Partito                                   | Candidato                  | Voti                    | %                       |
| -------------------------- | ----------------------------------------- | -------------------------- | ----------------------- | ----------------------- |
|                            | Conservatore                              | Caroline Johnson           | 42 245                  | 64,21                   |
|                            | Laburista                                 | Jim Clarke                 | 17 008                  | 25,85                   |
|                            | Lib Dem                                   | Ross Pepper                | 2 722                   | 4,14                    |
|                            | UKIP                                      | Sally Chadd                | 1 954                   | 2,97                    |
|                            | Verdi                                     | Fiona McKenna              | 968                     | 1,47                    |
|                            | Indipendente                              | Paul Coyne                 | 900                     | 1,37                    |
|                            |                                           |                            |                         |                         |
| Iscritti                   | Iscritti                                  | Iscritti                   | 90 879                  | 100,00                  |
| ↳ Votanti (% su iscritti)  | ↳ Votanti (% su iscritti)                 | ↳ Votanti (% su iscritti)  | 65 797                  | 72,40                   |
| ↳ Astenuti (% su iscritti) | ↳ Astenuti (% su iscritti)                | ↳ Astenuti (% su iscritti) | 25 082                  | 27,60                   |
|                            |                                           |                            |                         |                         |
|                            | Esito: collegio confermato a Conservatore |                            |                         |                         |

| Partito                    | Partito                                   | Candidato                  | Risultati 4 novembre 2016 | Risultati 4 novembre 2016 |
| Partito                    | Partito                                   | Candidato                  | Voti                      | %                         |
| -------------------------- | ----------------------------------------- | -------------------------- | ------------------------- | ------------------------- |
|                            | Conservatore                              | Caroline Johnson           | 17 570                    | 53,51                     |
|                            | UKIP                                      | Victoria Ayling            | 4 426                     | 13,48                     |
|                            | Lib Dem                                   | Ross Pepper                | 3 606                     | 10,98                     |
|                            | Laburista                                 | Jim Clarke                 | 3 363                     | 10,24                     |
|                            | Lincolnshire Independent                  | Marianne Overton           | 2 892                     | 8,81                      |
|                            | Indipendente                              | Sarah Stock                | 462                       | 1,41                      |
|                            | Monster Raving Loony                      | The Iconic Arty-Pole       | 200                       | 0,61                      |
|                            | —                                         | Paul Coyne                 | 186                       | 0,57                      |
|                            | —                                         | Mark Suffield              | 74                        | 0,23                      |
|                            | Bus-Pass Elvis                            | David Bishop               | 55                        | 0,17                      |
|                            |                                           |                            |                           |                           |
| Iscritti                   | Iscritti                                  | Iscritti                   | 88 660                    | 100,00                    |
| ↳ Votanti (% su iscritti)  | ↳ Votanti (% su iscritti)                 | ↳ Votanti (% su iscritti)  | 32 893                    | 37,10                     |
| ↳ Astenuti (% su iscritti) | ↳ Astenuti (% su iscritti)                | ↳ Astenuti (% su iscritti) | 55 767                    | 62,90                     |
|                            |                                           |                            |                           |                           |
|                            | Esito: collegio confermato a Conservatore |                            |                           |                           |

| Partito                    | Partito                                   | Candidato                  | Risultati 7 maggio 2015 | Risultati 7 maggio 2015 |
| Partito                    | Partito                                   | Candidato                  | Voti                    | %                       |
| -------------------------- | ----------------------------------------- | -------------------------- | ----------------------- | ----------------------- |
|                            | Conservatore                              | Stephen Phillips           | 34 805                  | 56,19                   |
|                            | Laburista                                 | Jason Pandya-Wood          | 10 690                  | 17,26                   |
|                            | UKIP                                      | Steven Hopkins             | 9 716                   | 15,69                   |
|                            | Lib Dem                                   | Matthew Holden             | 3 500                   | 5,65                    |
|                            | Lincolnshire Independent                  | Marianne Overton           | 3 233                   | 5,22                    |
|                            |                                           |                            |                         |                         |
| Iscritti                   | Iscritti                                  | Iscritti                   | 88 239                  | 100,00                  |
| ↳ Votanti (% su iscritti)  | ↳ Votanti (% su iscritti)                 | ↳ Votanti (% su iscritti)  | 61 944                  | 70,20                   |
| ↳ Astenuti (% su iscritti) | ↳ Astenuti (% su iscritti)                | ↳ Astenuti (% su iscritti) | 26 295                  | 29,80                   |
|                            |                                           |                            |                         |                         |
|                            | Esito: collegio confermato a Conservatore |                            |                         |                         |

| Partito                    | Partito                                   | Candidato                  | Risultati 6 maggio 2010 | Risultati 6 maggio 2010 |
| Partito                    | Partito                                   | Candidato                  | Voti                    | %                       |
| -------------------------- | ----------------------------------------- | -------------------------- | ----------------------- | ----------------------- |
|                            | Conservatore                              | Stephen Phillips           | 30 719                  | 51,60                   |
|                            | Lib Dem                                   | David Harding-Price        | 10 814                  | 18,17                   |
|                            | Laburista                                 | James Normington           | 10 051                  | 16,88                   |
|                            | Lincolnshire Independent                  | Marianne Overton           | 3 806                   | 6,39                    |
|                            | UKIP                                      | Roger Doughty              | 2 163                   | 3,63                    |
|                            | BNP                                       | Mike Clayton               | 1 977                   | 3,32                    |
|                            |                                           |                            |                         |                         |
| Iscritti                   | Iscritti                                  | Iscritti                   | 85 531                  | 100,00                  |
| ↳ Votanti (% su iscritti)  | ↳ Votanti (% su iscritti)                 | ↳ Votanti (% su iscritti)  | 59 530                  | 69,60                   |
| ↳ Astenuti (% su iscritti) | ↳ Astenuti (% su iscritti)                | ↳ Astenuti (% su iscritti) | 26 001                  | 30,40                   |
|                            |                                           |                            |                         |                         |
|                            | Esito: collegio confermato a Conservatore |                            |                         |                         |

### Elezioni negli anni 2000
| Partito                    | Partito                                   | Candidato                  | Risultati 5 maggio 2005 | Risultati 5 maggio 2005 |
| Partito                    | Partito                                   | Candidato                  | Voti                    | %                       |
| -------------------------- | ----------------------------------------- | -------------------------- | ----------------------- | ----------------------- |
|                            | Conservatore                              | Douglas Hogg               | 26 855                  | 50,29                   |
|                            | Laburista                                 | Katrina Bull               | 14 150                  | 26,50                   |
|                            | Lib Dem                                   | David Harding-Price        | 9 710                   | 18,18                   |
|                            | UKIP                                      | Guy Croft                  | 2 682                   | 5,02                    |
|                            |                                           |                            |                         |                         |
| Iscritti                   | Iscritti                                  | Iscritti                   | 79 935                  | 100,00                  |
| ↳ Votanti (% su iscritti)  | ↳ Votanti (% su iscritti)                 | ↳ Votanti (% su iscritti)  | 53 397                  | 66,80                   |
| ↳ Astenuti (% su iscritti) | ↳ Astenuti (% su iscritti)                | ↳ Astenuti (% su iscritti) | 26 538                  | 33,20                   |
|                            |                                           |                            |                         |                         |
|                            | Esito: collegio confermato a Conservatore |                            |                         |                         |

| Partito                    | Partito                                   | Candidato                  | Risultati 7 giugno 2001 | Risultati 7 giugno 2001 |
| Partito                    | Partito                                   | Candidato                  | Voti                    | %                       |
| -------------------------- | ----------------------------------------- | -------------------------- | ----------------------- | ----------------------- |
|                            | Conservatore                              | Douglas Hogg               | 24 190                  | 49,65                   |
|                            | Laburista                                 | Elizabeth Donnelly         | 15 568                  | 31,95                   |
|                            | Lib Dem                                   | Robert Arbon               | 7 894                   | 16,20                   |
|                            | UKIP                                      | Michael Ward-Barrow        | 1 067                   | 2,19                    |
|                            |                                           |                            |                         |                         |
| Iscritti                   | Iscritti                                  | Iscritti                   | 75 067                  | 100,00                  |
| ↳ Votanti (% su iscritti)  | ↳ Votanti (% su iscritti)                 | ↳ Votanti (% su iscritti)  | 48 719                  | 64,90                   |
| ↳ Astenuti (% su iscritti) | ↳ Astenuti (% su iscritti)                | ↳ Astenuti (% su iscritti) | 26 348                  | 35,10                   |
|                            |                                           |                            |                         |                         |
|                            | Esito: collegio confermato a Conservatore |                            |                         |                         |

## Risultati dei referendum

### Referendum sulla permanenza del Regno Unito nell'Unione europea del 2016
|             | Collegio                   | Lasciare UE % | Rimanere in UE % |
| ----------- | -------------------------- | ------------- | ---------------- |
|             | Sleaford and North Hykeham | 61,5%         | 38,5%            |
| Inghilterra | 53,3%                      | 46,7%         |                  |
| Regno Unito | 51,9%                      | 48,1%         |                  |